# Estación de Parc de Sceaux
La estación de Parc de Sceaux es una estación ferroviaria francesa de la línea de Sceaux, ubicada en el municipio de Antony (departamento de Altos del Sena).
Es una estación de la RATP servida por la línea B del RER.

## La estación
La estación se abrió abierta por la CMP en los años 1930. Forma parte de la línea B del RER, y se encuentra en la zona 3 de la tarificación de Isla de Francia.
En 2011, 523 365 viajeros utilizaron la estación.

## Correspondencias
Por la estación pasan las líneas 196 y 197 de autobús de RATP y, de noche, las líneas N14 y N21 de Noctilien.

## En las cercanías
- Parque de Sceaux

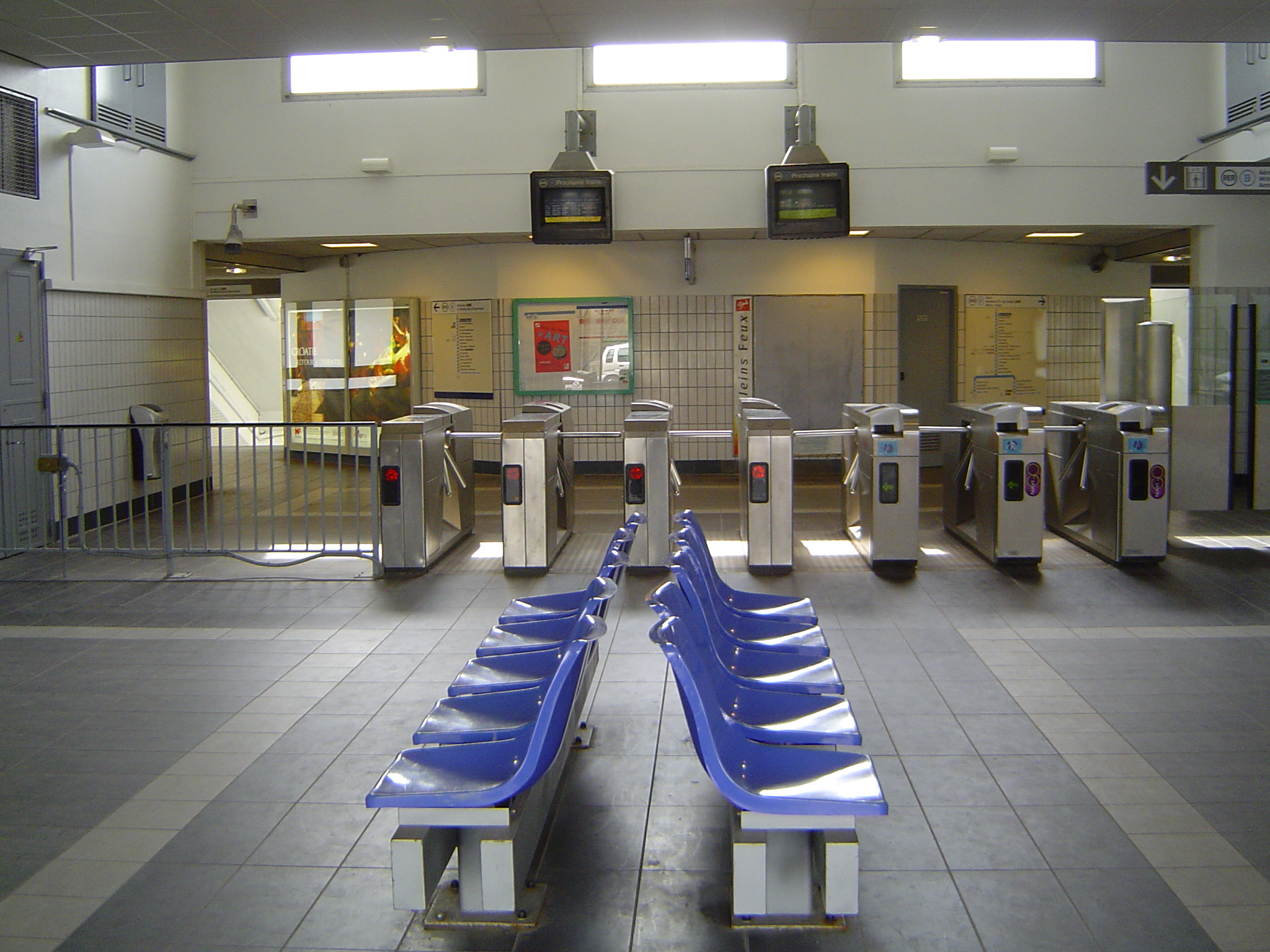
Vestíbulo de la estación
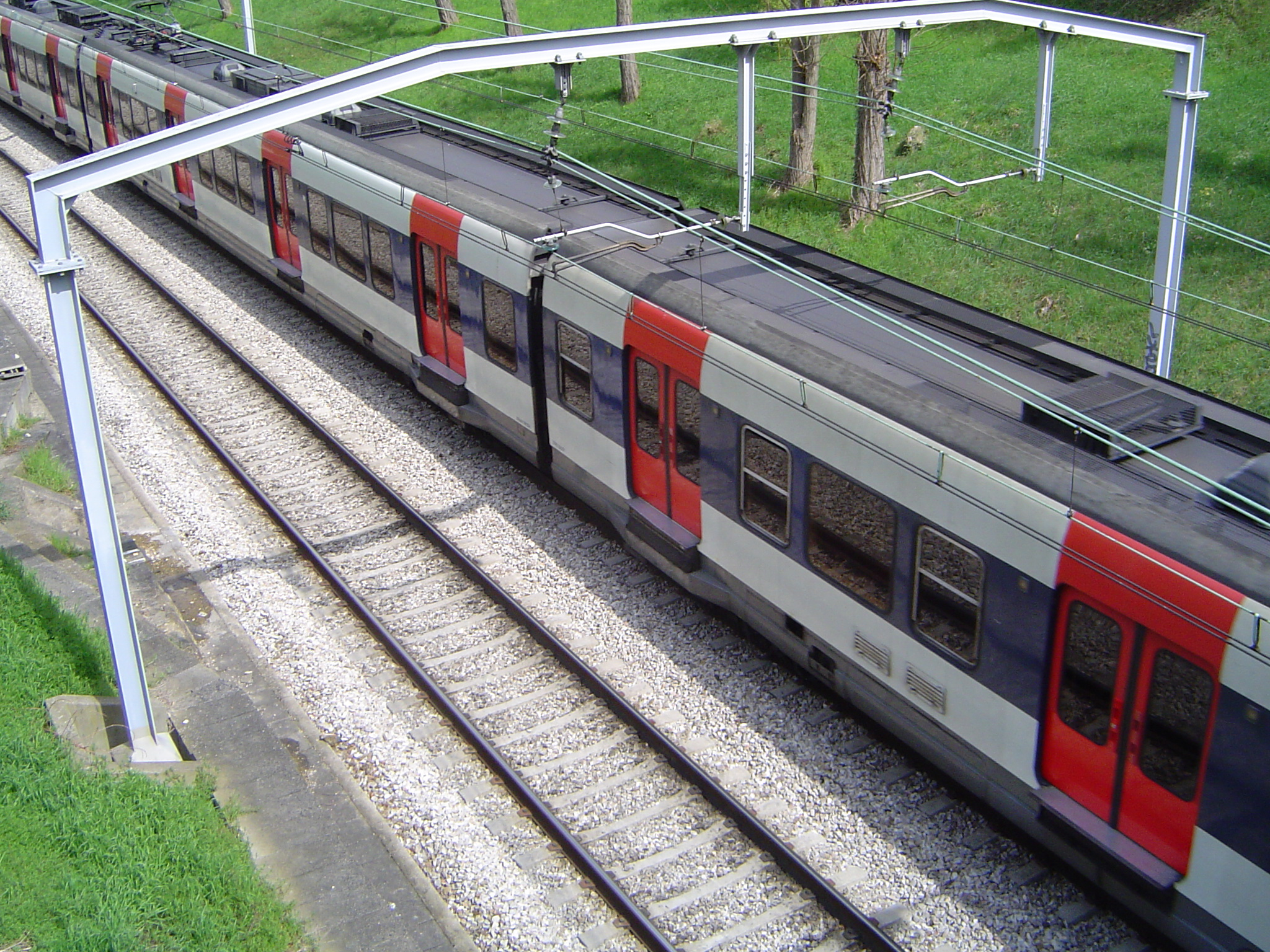
Vías de la estación.
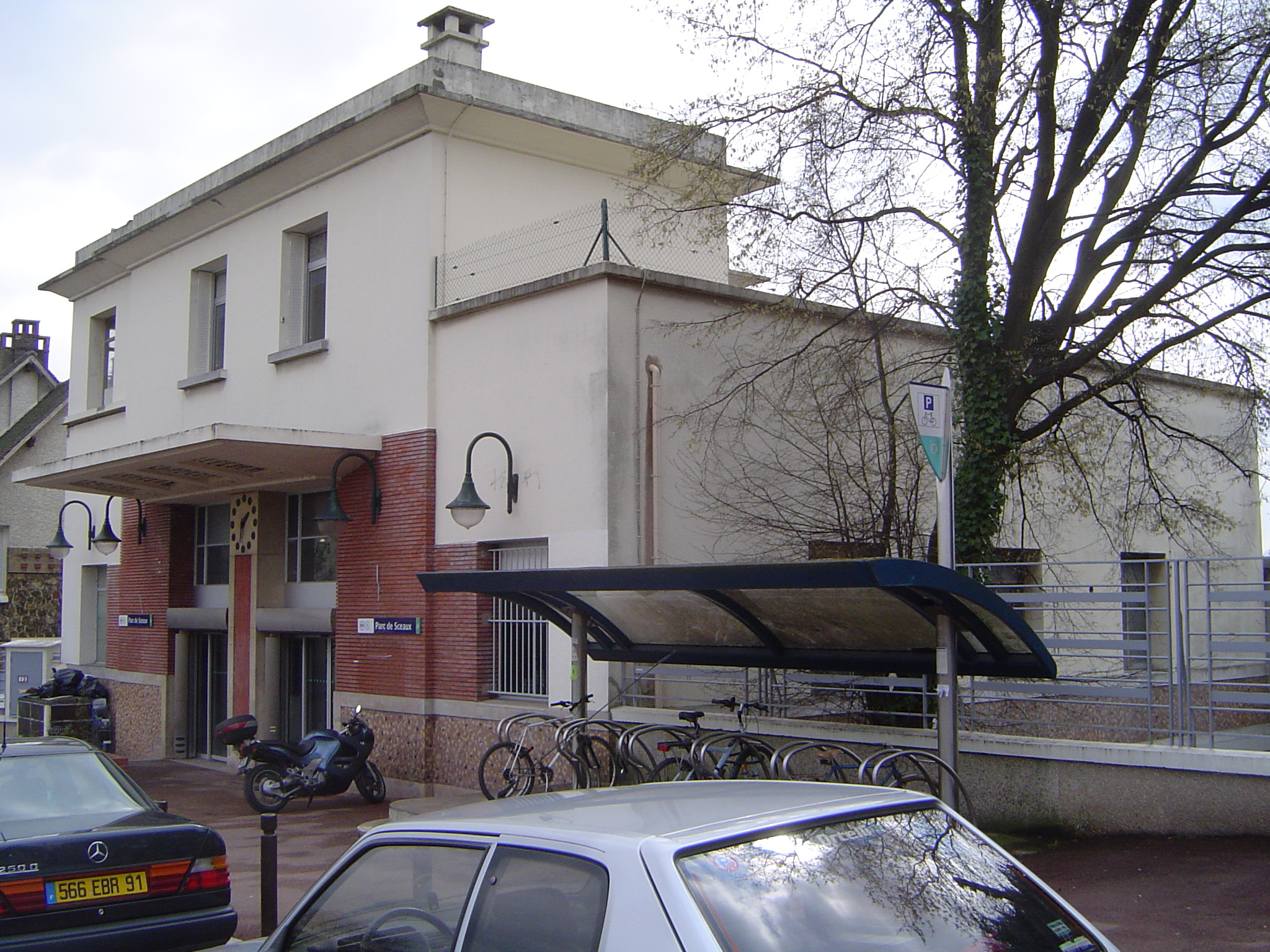
Edificio de la estación.
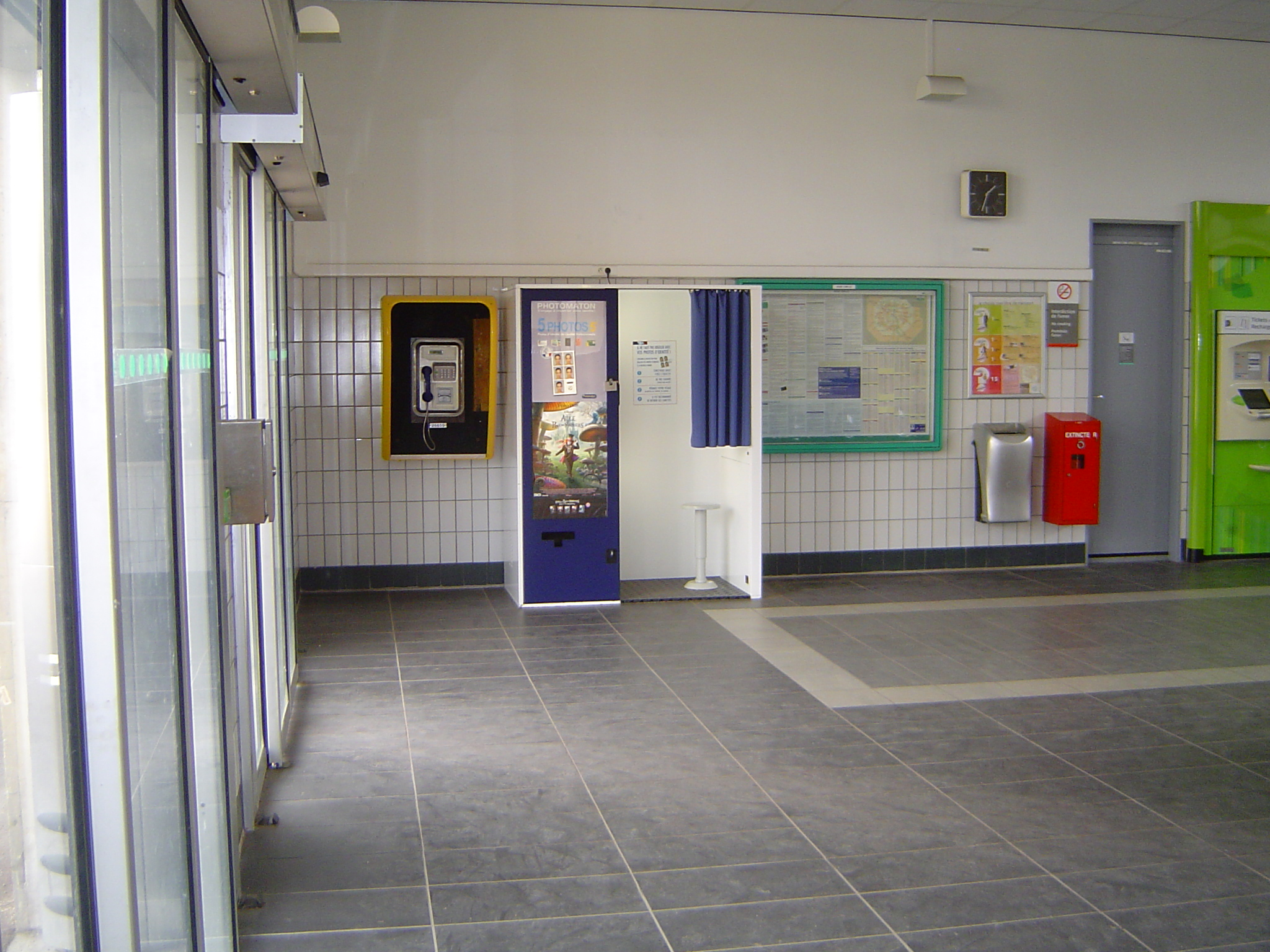
Otra vista del vestíbulo.